# Gouni (fils de Nephtali)
Gouni est un fils de Nephtali fils de Jacob et de Bilha. Ses descendants s'appellent les Gounites.

## Gouni et ses frères
Gouni a pour frères Yahtséel ou Yahtsiël, Yétser, Shillem ou Shalloum,,.

## Gouni en Égypte
Gouni part avec son père Nephtali et son grand-père Jacob pour s'installer en Égypte au pays de Goshen dans le delta du Nil.
La famille des Gounites dont l'ancêtre est Gouni sort du pays d'Égypte avec Moïse,.